# Jeanne Landry
Jeanne Landry (* 3. Mai 1922 in Ottawa; † 4. August 2011 in Montreal) war eine kanadische Pianistin, Musikpädagogin und Komponistin.

## Leben und Wirken
Landry hatte im Alter von neun Jahren ersten Klavierunterricht im Konvent der Soeurs Grises de la Croix in Ottawa und von 1934 bis 1942 bei Irene Miller, einer Schülerin von Józef Hofmann. Von 1942 bis 1944 war sie in Montreal Schülerin von Arthur Letondal. An der École Vincent-d’Indy studierte sie Klavier bei Jean Dansereau und Musiktheorie bei Claude Champagne.
Mit einem Prix d’Europe ging sie 1946 nach Paris und studierte dort Klavier bei Yves Nat und Harmonielehre und Kontrapunkt bei Nadia Boulanger und Noël Gallon. 1948 kehrte sie nach Kanada zurück, wo sie Konzerte gab und im Rundfunk der CBC auftrat.
Landry war fünfundzwanzig Jahre lang die Begleiterin des Sängers Jean-Paul Jeannotte, mit dem sie Konzertreisen durch Kanada und die USA, Frankreich, Österreich und die UdSSR unternahm und Konzerte im Rundfunk und Fernsehen gab. Als Duopianistin arbeitete sie mit Jean-Marie Beaudet, Josephte Dufresne und Serge Garant zusammen. Mit Dufresne spielte sie unter anderem die Uraufführung und eine Schallplattenaufnahme von Roger Mattons Concerto, mit Garant die kanadische Uraufführung von Boulez’ Structures (1958).
1956 gründete Landry mit Serge Garant, Otto Joachim und François Morel das Kammermusikensemble Musique de notre temps. Von 1957 bis 1958 war sie auf Konzertreise mit dem Klarinettisten Rafael Masella. Außerdem arbeitete sie als Partnerin von Fernande Chiocchio, Joseph Rouleau und Jacques Simard. 1976 trat sie mit dem französischen Flötisten Alain Marion am Orford Art Centre auf. Regelmäßig arbeitete sie auch mit dem Pianisten Robert Weisz, mit dem sie 1976 Martinůs Konzert für zwei Klaviere aufführte.
Von 1951 bis zu ihrem Ruhestand 1983 unterrichtete Landry Harmonielehre und Kontrapunkt an der Universität Laval, danach widmete sie sich vorrangig der Komposition. Es entstanden viele Klavierstücke, zwei Liedzyklen und eine Sonate für Viola und Klavier. Ihr Orgelstück Orah wurde von Jean-Guy Proulx aufgenommen.